# フンスリュック山地
フンスリュック山地 (フンスリュックさんち、Hunsrück)は、ドイツ・ラインラント＝プファルツ州を中心とした地域に広がる山地である。最高峰は標高816ｍのエルベスコプフ。

## 概要

### 地理
フンスリュック山地はモーゼル川、ライン川、コブレンツのドイチェス・エック、ナーエ川に囲まれた範囲が相当する。ライン川を挟んでタウヌス山地と接続する。
比較的標高の低い山々が南西から北東にむけて100 kmほど連なり、幅は平均して25～30 kmある。

## 生物
この地域は古くから農業や林業を通じて人の手が加えられてきたが、そうした土地は全体のごく一部にとどまったため生物多様性が保たれている。

### 植物
裸子植物と被子植物を合わせ850種以上が確認されている。

### 動物
渡り鳥の休息地ではないものの、多数の鳥類が確認され、キツツキ類、猛禽類、スズメ類などが生息している。ごく希にナベコウが飛来することもある。地上の生物ではアカシカ、ノロ、イノシシ、ヨーロッパヤマネコ、オオヤマネコ、アカギツネ、アナグマ、マツテンなどが確認されている。
フンスリュック山地で最もよく知られた動物はチチブコウモリである。時折コウモリの大群がハン空港に飛来し、空の便に悪影響を及ぼしている。
湿気の多い場所ではマダラサラマンドラなどの両生類や昆虫類が、それ以外の乾燥した草地ではアシナシトカゲ、ナミヘビなどのは虫類が生息している。

## ギャラリー

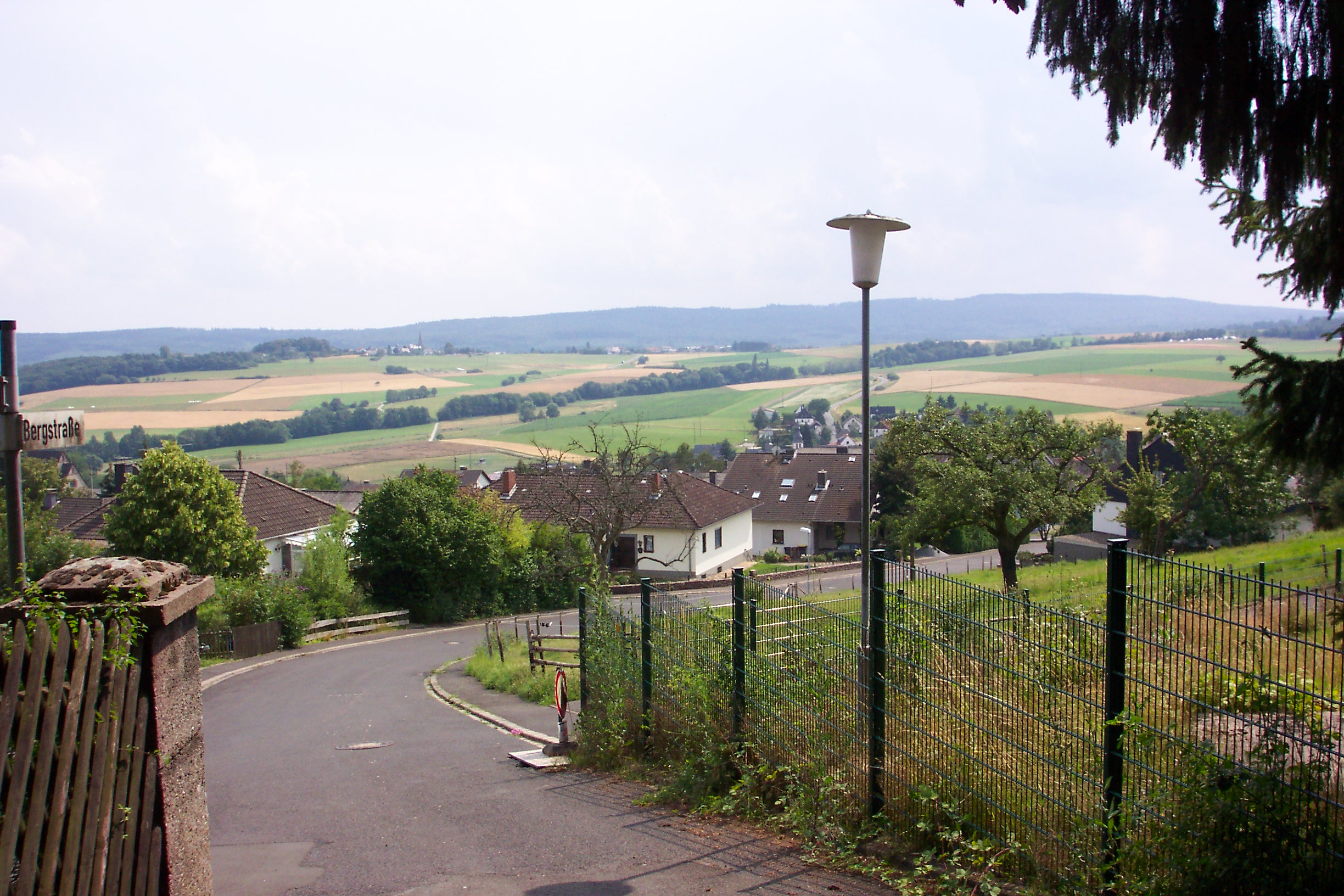
フンスリュック山地遠景
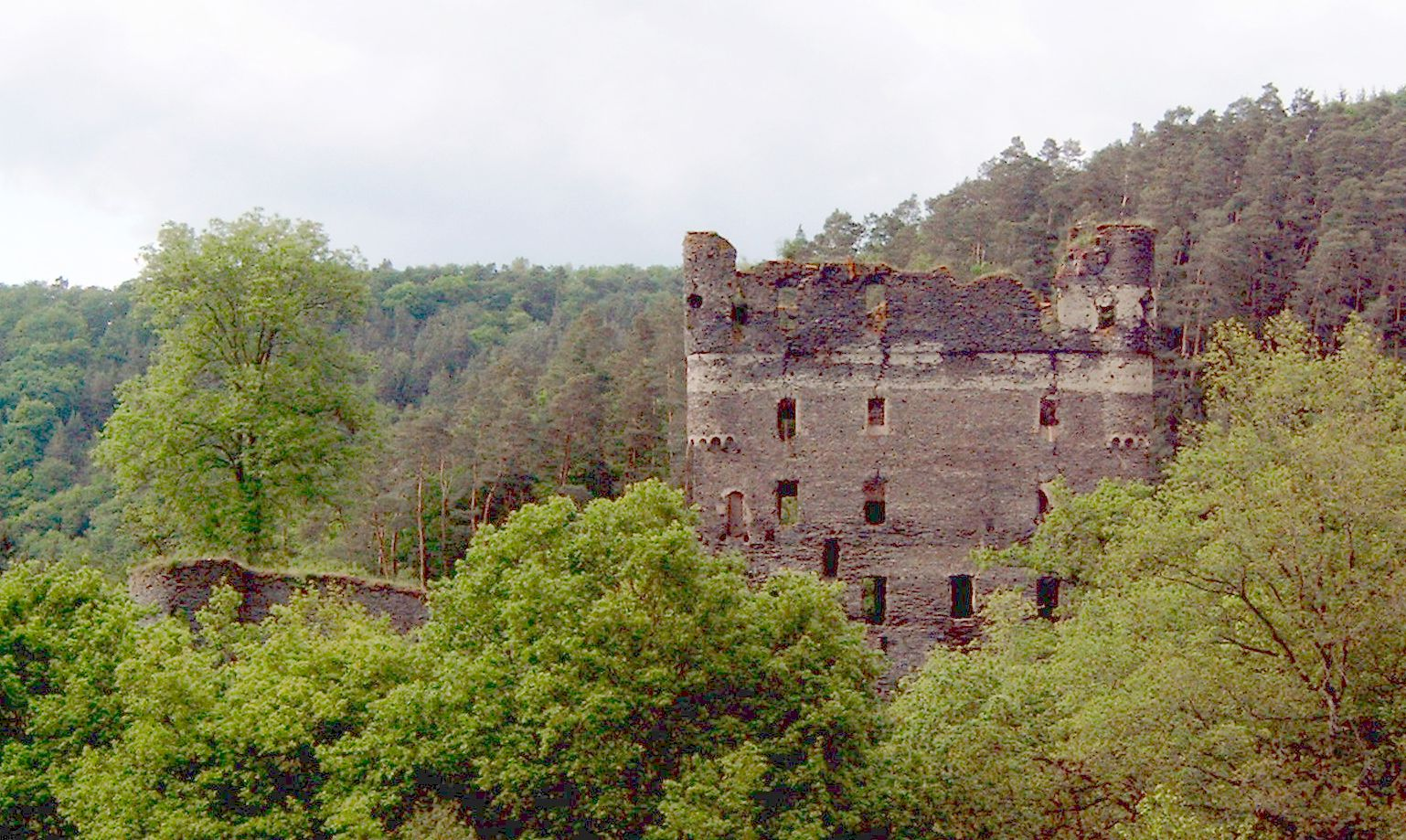
マスタースハウゼン・ブーフ間にある古城址

## 観光地
- ガイアーライ - この山地にかかる吊り橋